# Dolmen de la Giganta
El Dolmen de la Giganta es una construcción megalítica situada en el término municipal de Ronda, cerca del monte del Higuerón y que fue descubierto en 1941. Muestra importante de la arquitectura megalítica en Andalucía, perteneciente al Eneolítico, durante el II milenio a. C.
Su estructura se compone de tres piedras verticales de gran tamaño sobre las que descansa otra. Desempeñaron una función sacro-funeraria.